# Laurasiformes
Laurasiformes („formy z Laurasie“; zástupci = laurasiformové) byli středně velcí sauropodní dinosauři, žijící v období rané křídy (věky apt až alb, asi před 130 až 100 miliony let) na území dnešní Severní Ameriky, Jižní Ameriky a Evropy.

## Historie

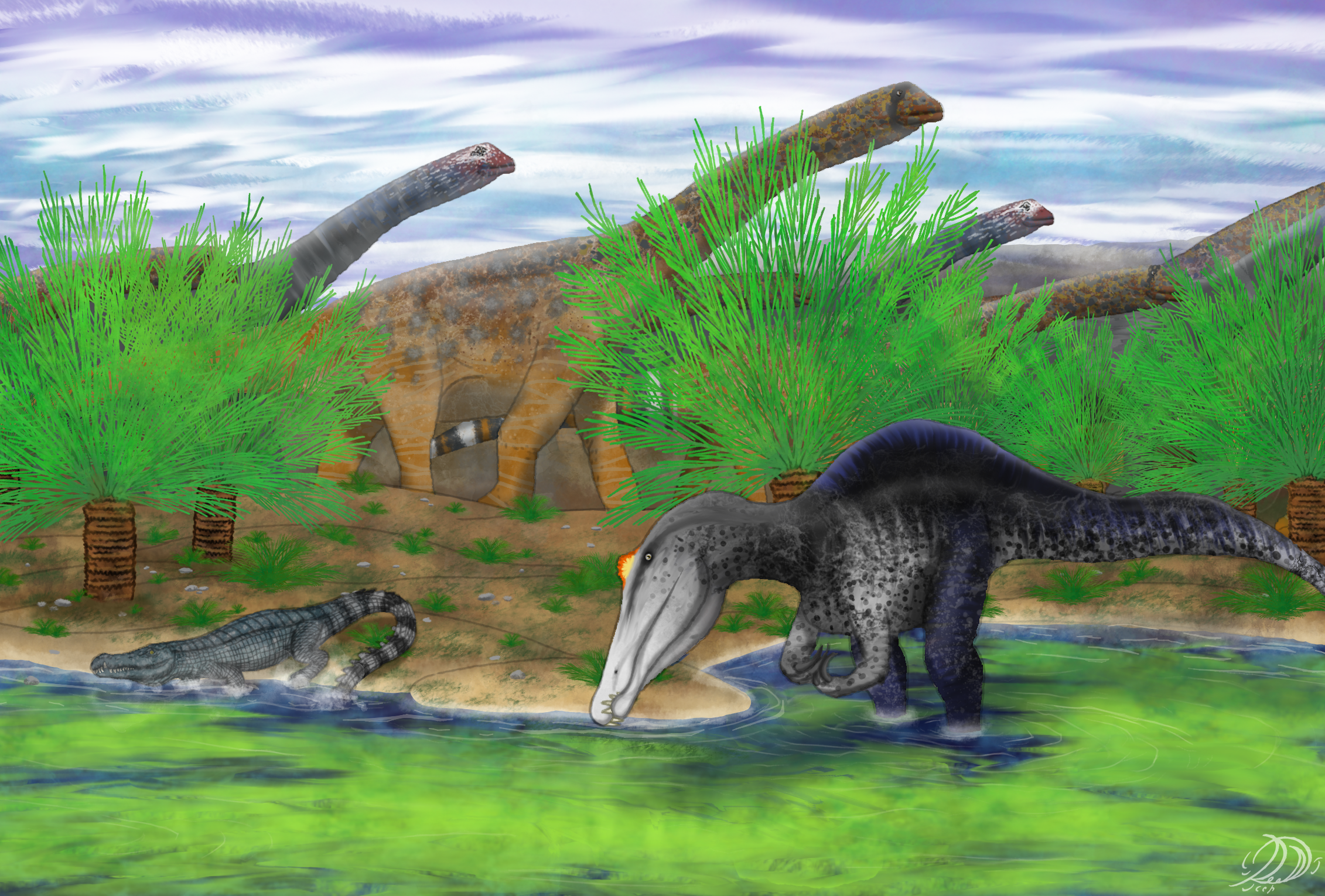
Pochodující stádo sauropodů rodu Phuwiangosaurus (v pozadí).

Tento klad stanovil roku 2009 španělský paleontolog Rafael Royo-Torres a definoval jej jako „všechny sauropody vývojově bližší rodu Tastavinsaurus než rodu Saltasaurus.“ Tuto definici splňují rody Aragosaurus, Galvesaurus, Phuwiangosaurus, Venenosaurus, Cedarosaurus, Tehuelchesaurus, Sonorasaurus a Tastavinsaurus.

## Zařazení
Klad Laurasiformes náleží do taxonomických skupin Neosauropoda, Macronaria a Camarasauromorpha. Podle jiných výzkumů se ale jedná spíše o zástupce kladu Somphospondyli nebo dokonce čeledi Brachiosauridae, novější výzkumy pak existenci tohoto kladu nepodporují.